# Bisdom Doruma-Dungu
Het bisdom Doruma-Dungu (Latijn: Dioeces Dorumaensis-Dunguensis) is een rooms-katholiek bisdom in Congo-Kinshasa met als zetel Dungu (kathedraal  van de Heilige Martelaren van Oeganda). Het is een suffragaan bisdom van het aartsbisdom Kisangani en werd opgericht in 1967 als het bisdom Doruma. Het kreeg zijn huidige naam in 1970. 
Het bisdom is ontstaan uit de in 1958 opgerichte apostolische prefectuur Doruma, die voorheen een deel uitmaakte van het apostolisch vicariaat van Niangara. De eerste bisschop was Guillaume van den Elzen, O.S.A.. 
In 2017 telde het bisdom 11 parochies. Het bisdom heeft een oppervlakte van 44.000 km2 en telde in 2016 690.000 inwoners waarvan 73,5% rooms-katholiek was. 
Het bisdom in de provincie Haut-Uele had veel te lijden onder aanvallen van het Lord's Resistance Army.

## Bisschoppen
- Guillaume van den Elzen, O.S.A. (1967-1983)
- Emile Aiti Waro Leru’a (1983-1989)
- Richard Domba Mady (1994-2021)
- Emile Mushosho Matabaro (2022-)